# シナトラ・ドクトリン
シナトラ・ドクトリン(Sinatra Doctrine)とは、ソ連邦政府が、自身の影響力が強い東ヨーロッパの国々に対し、国内の問題を自ら解決できるようにした政策を冗談めかして表現した名称である。この名称はフランク・シナトラ(Frank Sinatora)の楽曲「マイ・ウェイ」(My Way)にちなんでいた。
「ブレジネフ・ドクトリン」(Доктрина Брежнева)は、中央ヨーロッパおよび東ヨーロッパにおけるソ連の影響力が強い国において、「『社会主義制度の崩壊』の脅威はすべての国々に対する脅威である」とし、その国に対する軍事介入を正当化するソ連の外交政策であった。1968年8月20日の深夜、ソ連が主導するワルシャワ条約機構加盟国による連合軍がチェコスロヴァキアに軍事侵攻し、翌日の朝までにチェコスロヴァキア全土を占領し、これを正当化するために用いられた。1968年6月27日、ソ連の外務大臣、アンドレイ・グロムイコ(Андрей Громыко)は、ソ連最高会議の場において、「社会主義連邦は、その構成国家のいずれかが連邦から離脱しようとする場合、それを容認しない」と発表した。1956年のハンガリー動乱の鎮圧、1968年のチェコスロヴァキアへの軍事侵攻、1979年のアフガニスタンへの軍事侵攻を正当化する目的でこの論理が用いられてきた。
東ドイツのエーリッヒ・ホーネッカー(Erich Honecker)は自身の共産体制を守るため、ソ連による介入を頼りにしていたが、ミハイル・ゴルバチョフ(Михаил Горбачев)は軍事介入を拒否した。ゴルバチョフは、自身が提唱した改革政策「ペレストロイカ」(Перестройка)の路線に沿う形で、東ドイツの指導者たちに改革を進めるよう説得しようとした。
1989年10月24日、ソ連の外務大臣、エドゥアルド・シェワルナゼはワルシャワ条約機構外務大臣定例会議に出席するため、ポーランドを訪問した。彼は、ワルシャワ条約機構が軍事的な組織ではなく、より政治的な組織になることを望んでいる趣旨を記者団に語った。彼は「ワルシャワ条約機構とNATOの両方を段階的に廃止できるようにしたい」と語った。1989年10月25日、ミハイル・ゴルバチョフがフィンランドを訪問した。ゴルバチョフに付き従ったソ連外務省報道官のゲンナジー・ゲラシモフは記者会見を行い、記者団に対し、「『My Way』という曲を知っているか」「ブレジネフ・ドクトリンは死んだ」と発言した。ゲラシモフによる発言の一カ月前、ポーランドでは1940年代以来初の反共主義政府ができた。
1988年の秋、ゴルバチョフはニューヨークを訪問し、連合国の会議の場で「ブレジネフ主義を廃止する」趣旨を述べ、「我々は東ヨーロッパにおける社会主義勢力を維持するつもりは無い」と宣言した。ソ連国家保安委員会の分析総局長で中将のニコライ・セルゲーエヴィチ・レオーノフによれば、「『ブレジネフ・ドクトリン』はかなり早くに廃止されたが、ソ連にはもはやこれを実行するだけの力が無いことを理知的な人々が理解していたからだ」という。1980年、ラウル・カストロ(Raúl Castro)がモスクワに招待された際、「ソ連はキューバのために戦うことは無いだろう」と言われ、ラウルはこの回答に唖然とした。1981年、ポーランドにて、反共主義組織の独立自主管理労働組合「連帯」が結成された際、ヴォイチェフ・ヤルゼルスキ(Wojciech Jaruzelski)は「戒厳令を布告するつもりなのですが、ソ連はこれを支持しますか？」と尋ねた。これに対し、ミハイル・スースロフ(Михаил Суслов)は「我が国はそちらに軍事支援を提供することはできない」と答えた。レオーノフによれば、ゴルバチョフがニューヨークにて前述の声明を発表した時点で、「ブレジネフ・ドクトリンはもはや放棄されていたのだ」という。
1989年3月、ハンガリーでは民主化を求める大規模なデモが起こった。5月には、オーストリアとの国境に沿って150マイル（240km）に亘る有刺鉄線が撤去された。ハンガリーは、東ドイツ人が渡航できる数少ない国の一つであり、数千人がそこを訪れ、新たに開かれた国境を越えて西へ向かった。ハンガリーはこの脱出を止めることを拒否した。ホーネッカーは、「社会主義の統一」の終焉を非難し、モスクワに対してハンガリー人の動きを抑制するよう訴えた。
1989年11月9日、ベルリンの壁は破壊された。
1991年1月13日、リトアニアのヴィリニュスにソ連が軍事侵攻し、少なくとも14人がソ連軍に殺された。1990年3月11日、リトアニア共和国最高評議会はリトアニア国家の独立の回復を宣言した。ソ連はリトアニアの決定に対し、軍事力による威嚇と誇示を続けた。1991年1月10日、ミハイル・ゴルバチョフはリトアニア共和国最高評議会に最後通牒の書簡を送り、1990年3月11日以前の状態に戻すよう要求したが、リトアニア共和国最高評議会はゴルバチョフの要求を拒否した。
2019年3月、リトアニアの裁判所は、1991年の軍事侵攻で行われた犯罪で、ソ連軍の将校やソ連当局者67人に対し、「戦争犯罪および人道に対する罪」を理由として有罪判決を下した。ロシアが法廷への協力を拒否したことで欠席した一名を除いて、全員に懲役刑が宣告された。しかしながら、ロシアとベラルーシは容疑者の引き渡しを拒否し、被告人の大半は法廷に出廷せず、欠席裁判となったため、彼らの刑が執行される可能性は極めて低い。ゴルバチョフは起訴されなかったが、証言については拒否し続けている。また、ゴルバチョフに対する民事訴訟は続いており、「軍を指揮する立場にあったゴルバチョフは、流血の事態を防ぐにあたり、何もしようとしなかった」と明記された。
リトアニア人の心理学者、ロベルタス・ポヴィライティス(Robertas Povilaitis)は、1991年1月の軍事侵攻で父親をソ連軍に殺された。ロベルタスは「世界は彼の善行を記憶しているが、それと同じくらい重要なのは、ゴルバチョフが戦争犯罪と人道に対する罪に関与したことだ」とゴルバチョフを非難した。2022年8月30日、ミハイル・ゴルバチョフは死んだ。その後、欧州委員会委員長のウルズラ・フォン・デア・ライエン(Ursula von der Leyen)はゴルバチョフについて「信頼と尊敬を集める指導者」と呼んだ。これについて、ポヴィライティスは「リトアニア、ラトヴィア、エストニアは、EUの正式な加盟国であるにもかかわらず、この男が現在のEU国民の虐殺の組織化に加担したということについて、彼女はまるで理解できていない」と非難している。リトアニアの国防大臣、アルヴィダス・アヌサウスカス(Arvydas Anusauskas)は、「平和的抗議活動に対し、容赦の無い弾圧を命じた犯罪者だ」と断じ、ゴルバチョフを非難した。リトアニアの外務大臣、ガブリエリウス・ランズベルギス(Gabrielius Landsbergis)は、「リトアニア人はゴルバチョフを美化することはないだろう」「ゴルバチョフ政権は我が国の占領を延長するために民間人を殺害した。この事実だけをもってしても、決して忘れることはない」「ゴルバチョフの軍隊は、非武装の抗議参加者たちに発砲し、戦車の下敷きにして押し潰した。ゴルバチョフのことを思い出す際には、このことを忘れない」と書いた。
この軍事侵攻について、ゴルバチョフは「リトアニア政府に責任がある」と非難した。
1991年1月の侵攻当時、リトアニアの当局者は、「ソ連軍による襲撃は、民主的に選出されたリトアニア政府を叩き潰すために綿密に計画された作戦であり、その計画の概要について、ミハイル・ゴルバチョフは事前に知っていた、と確信している」と明言した。欧州外交問題評議会の上級政策研究員、カドリ・リークは「ゴルバチョフはバルト三国の独立には反対していた」と述べた。
ボリス・イェリツィン(Борис Ельцин)は、ソ連軍によるリトアニアへの侵攻を強く非難した。1991年9月7日、ロシアの大統領に選出されたイェリツィンは、リトアニア、エストニア、ラトヴィアの独立を正式に承認した。
リトアニア当局は、1992年以来、ゴルバチョフから何度となく証言を得ようとしたが、検察庁や裁判所からの正式な要請であっても無視・拒否された。ゴルバチョフは証言を拒否し続けた。